# إدوارد فيغنبوم
إدوارد فيغنبوم (بالإنجليزية: Edward Feigenbaum)‏ ولد في 20 يناير 1936 عالم حاسوب أمريكي، اشتهر في مجال علم الحاسوب بعمله على ذكاء اصطناعي ونظم خبيرة، فاز بجائزة تورنغ في عام 1994.

## وصلات خارجية
- إدوارد فيغنبوم على موقع الموسوعة البريطانية (الإنجليزية)

- Edward Albert Feigenbaum في شجرة علماء الرياضيات